# Stazione di Massa Zona Industriale
La stazione di Massa Zona Industriale, che si trova lungo la ferrovia Genova-Pisa, fu costruita nel 1938 quando sorse la Zona Industriale Apuana tra le città di Massa e Carrara per affermare il nuovo polo industriale.

## Storia
La storia dell'impianto è strettamente legata a quella della Zona Industriale Apuana, istituita con regio decreto n. 1266 del 24 luglio 1938, poi convertito in legge n. 343 il 5 gennaio 1939, n. 343, con lo scopo di affrontare la forte crisi che allora subiva il locale comparto del marmo in conseguenza della grande depressione. Esso venne inaugurato nel 1938 in concomitanza con la Zona Industriale come posto di movimento e come uno dei capilinea dei raccordi industriali
In tale contesto furono previste specifiche agevolazioni per le industrie che si sarebbero stabilite nella zona fra cui la fornitura dell'energia elettrica da parte delle Ferrovie dello Stato a prezzo agevolato e la costruzione ad opera delle stesse degli impianti e dei raccordi ferroviari necessari.
Allo scalo all'inaugurazione venne data la denominazione di "PM Massa Apuania", poi cambiata nel 1949 da "PM Apuania" a "PM Massa Zona Industriale" conseguentemente alla soppressione del comune di Apuania, avvenuta nel 1946. Nel 1944 è ulteriormente citata in una pubblicazione delle FS come "PM Apuania Massa-Zona Industriale".
Tra il 1960 e il 1961 avvenne il completamento di un fabbricato di 3 piani sospeso per eventi bellici; esso comprendeva 12 alloggi per un totale di 54 vani ad uso del personale di servizio.
Cessati i numerosi traffici di prodotti industriali che caratterizzarono la Zona Industriale Apuana nel dopoguerra, il ruolo dell'impianto è stato progressivamente ridimensionato; tale processo ha portato, nel 2010, alla decisione da parte di RFI di limitare significativamente l'operatività dell'impianto.

## Strutture e impianti
Disabilitata ad ogni tipo di traffico merci Carrara-Avenza, trasformata in fermata impresenziata nel 2012, Massa Zona Industriale è rimasto l'unico impianto merci dell'area. Esso possedeva due diversi raccordi, parte del tracciato complessivo dei raccordi della zona industriale: subito dopo l'innesto di quello attivo, denominato binario dorsale, che si dirama all'altezza del sottopasso stradale di via Gotara, un secondo binario impegnava una livelletta che lo conduceva ad un ponte obliquo con il quale scavalcava la stessa Genova-Pisa, per servire alcune attività poste a nord della stessa. Il binario, riutilizzato come asta di manovra, è elettrificato fino a poco prima del ponte.
Il restante binario è utilizzato da una ATI composta da Mercitalia Shunting & Terminal e La Spezia Shunting Railways, denominata "Gestore Comprensoriale Unico Porto di Carrara", abbreviato in GCU, per l'effettuazione di manovre e tradotte verso il porto di Carrara e altre aziende collegate tramite ferrovia e aventi raccordo.
Lo scalo ha un fascio merci composto di 15 binari, di cui due di corsa della ferrovia Genova-Pisa. Un marciapiede a raso con i binari, lungo quasi tutto lo scalo, conduce a due edifici di servizio e prosegue fino a via degli Oliveti. L'impianto è dotato di un fabbricato ufficio movimento e di due banchine basse laterali. A poca distanza ad ovest del fabbricato movimento era un passaggio a livello, soppresso nel 2009 e sostituito da un sottopasso.
Alla stazione sono state apportate alcune modifiche al piano del ferro e ai segnali nel dicembre 2013: il segnalamento basso da manovra è stato rimosso, il binario che scavalcava la Genova-Pisa è stato collegato mediante due deviatoi al binario tronco sottostante, e nello spazio tra di essi sono stati ricavati due tronchini. È stato rimosso anche il settimo binario e il relativo segnalamento di partenza.

## Movimento
Per quanto la maggior parte dei materiali lapidei provenienti dalla zona costiera compresa fra i comuni di Carrara e Massa, che vede una forte concentrazione di aziende marmifere per la vicinanza con le Alpi Apuane, sia spedito via mare per l'esportazione, una quota parte di tale traffico è destinata al mercato interno e continentale rappresenta ormai la quasi totalità del traffico ferroviario generato.
I carri provenienti dai raccordi sono movimentati a cura del Gestore Comprensoriale Unico Porto di Carrara che utilizza rotabili di proprietà: una locomotiva manovra i carri per le fasi di carico all'interno del porto, che vengono poi trasferiti in forma di tradotta verso lo scalo.
Fra le locomotive usate in passato figurano la 225.6009 di costruzione Jenbach, le gruppo 245 o la locomotiva prototipo 255.2101 capostipite del suo gruppo. Dal 2004 è utilizzata la D.146.0001 di costruzione Firema, prototipo della serie D.146.2000 delle FS.
L'unica impresa ferroviaria a servire con continuità la stazione di Massa Zona Industriale è Mercitalia Rail (ex Trenitalia Cargo), nonostante in passato allo scalo abbiano guardato con interesse altre due imprese: la CAT SpA ottenne la licenza di operatore ferroviario viaggiatori e merci il 28 maggio 2002, mentre una licenza di solo operatore merci venne rilasciata il 20 aprile 2010 alla Società Apuo Veneta S.r.l., che opera peraltro unicamente servizi di manovra con un locomotore in precedenza appartenente al gruppo 202 della DB.